# 宇通ZK6180HG
宇通ZK6180HG，为一款由宇通客车生产的铰接客车型号。

## 简介
该车型长18米，为柴油动力的铰接客车。

### 台灣
该车型在台湾為臺灣宇通車業股份有限公司提供技術、組裝雲從龍實業有限公司銷售服務之國產雙節公車，其中引擎、底盤等約50%零件由宇通集團與德國猛獅集團技術合作並從歐洲進口；車體等約20%零件来自中国大陆。車身長度達18公尺，尺寸為傳統公車的1.5倍，單輛設計載運人數為141人，座位34人(含駕駛)、立位107人。臺中快捷巴士使用之車號為261-U8~280-U8（優先路段）及949-U8~963-U8（西延段及機場延伸段），共計32輛；如包含統聯客運、台中客運、巨業交通採購的雙節公車在內，則總共64輛，兩者之間的差異可由頭尾定位燈位置之塗裝辨識，臺中快捷巴士公司內部俗稱「白眉毛」。
根據雲從龍公司的簡報表示，臺中市BRT車輛採18公尺雙節式3門設計，全車可容納150人以上，採全低地板，引擎採用Cummins ISM11E5 345型式，排放標準符合歐盟五期規定，變速箱、前後軸及轉向器皆為德國ZF公司製造，鉸接盤採用德國HÜBNER鉸接盤，車載系統符合臺灣車載資通訊產業協會(Taiwan Telematics Industry Association, 簡稱TTIA)規範，未來將打造舒適、無障礙的乘車環境。

## 规格

### 臺灣規格[5]
- 型號: ZK6180HG

統聯客運 宇通ZK6180HGC 747-U5

- 引擎：Cummins ISM11E5 345
- 馬力：345hp
- 車長：18公尺 [6]
- 額定載客人數：150人
- 變速箱：ZF Ecolife 6AP1700B六速自排
- 輪軸型式：
  - 前軸：ZF RL85A
  - 中軸：ZF AVN132
  - 後軸：ZF AV132
- 轉向器：ZF 8098動力轉向器

### 澳門規格
- 型號：宇通ZK6180HGH
- 製造地︰中國大陸河南省鄭州市
- 淨重：18.6噸
- 總重：26.8噸
- 車長：18.26米
- 車闊：2.5米
- 車高：3.25米
- 座位：37
- 企位：83
- 總數：120人

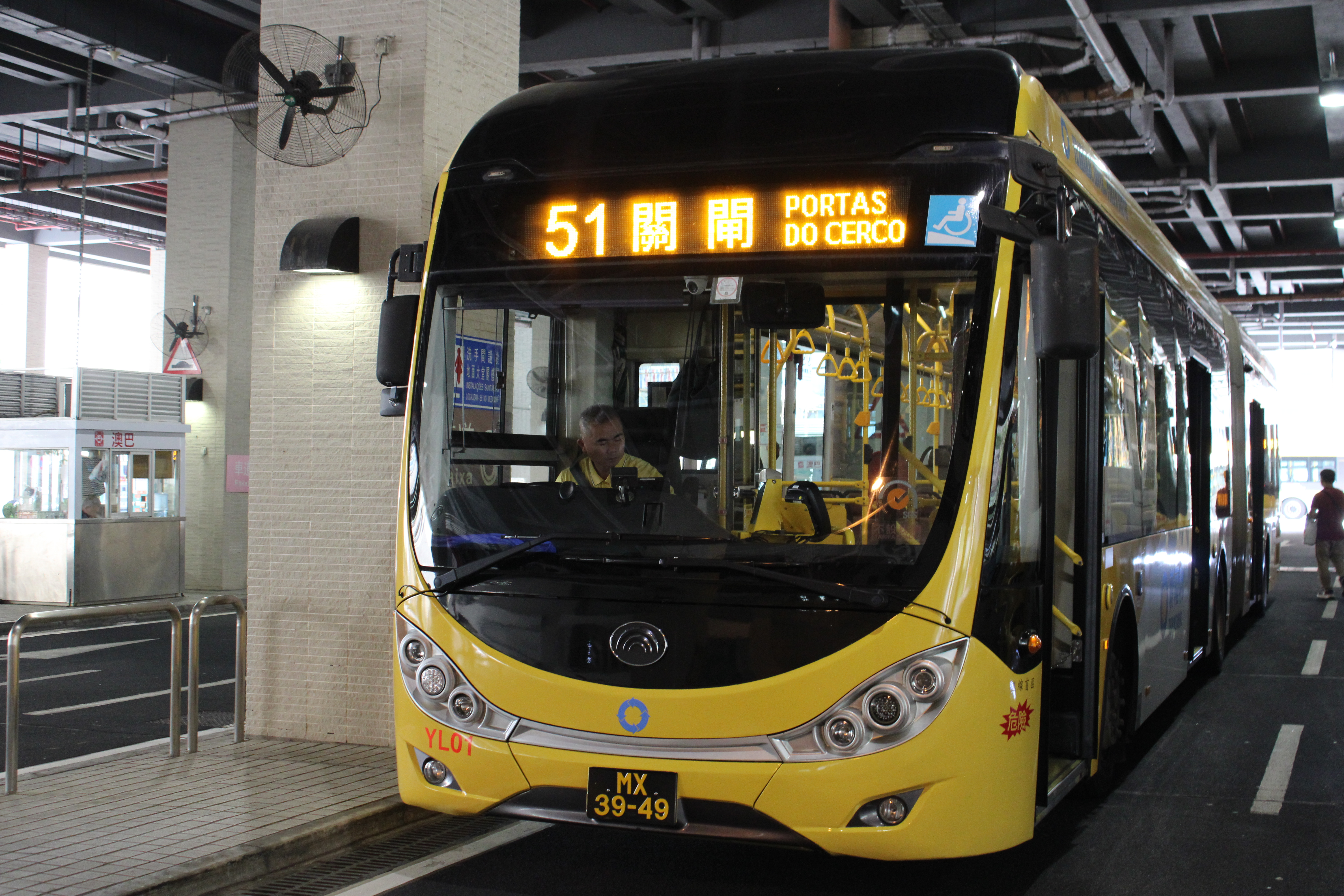
新福利宇通鉸接巴士行駛51路線

- 排放：歐盟五期，較歐四標準排放NOx下降超過42%
- 引擎：美國 Cummins ISM11E5-345
- 馬力：345hp @ 1900 rpm
- 變速箱：德國進口ZF EcoLife 6AP1700B
- 輪軸尺寸：275／70R22.5
- 乘客座椅：德國Vogel高靠背座椅
- 司機座椅：英國Grammar氣墊座椅
- 地板：法國進口Tarabus地革膠
- 鉸接盤：德國虎伯拉
- 氣囊懸掛系統：進口Dunlop氣囊懸掛
- ECAS系統：美國進口Wabco品牌ECAS（車身左側下降約50mm）

## 運用

### 中国大陆

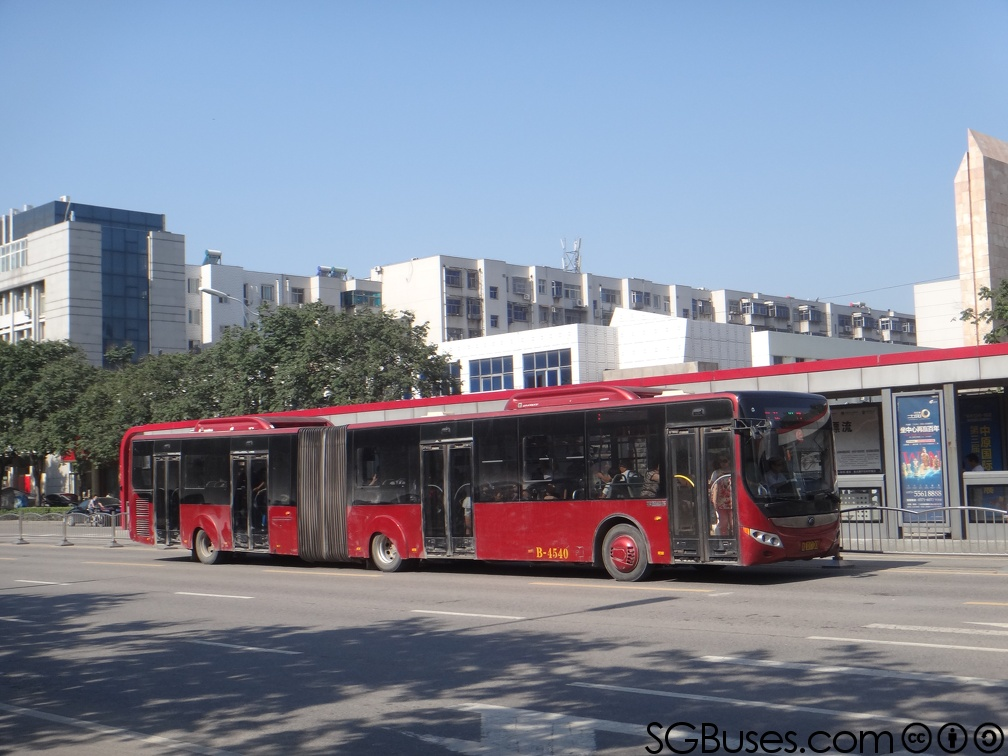
郑州快速公交的宇通ZK6180HGC型

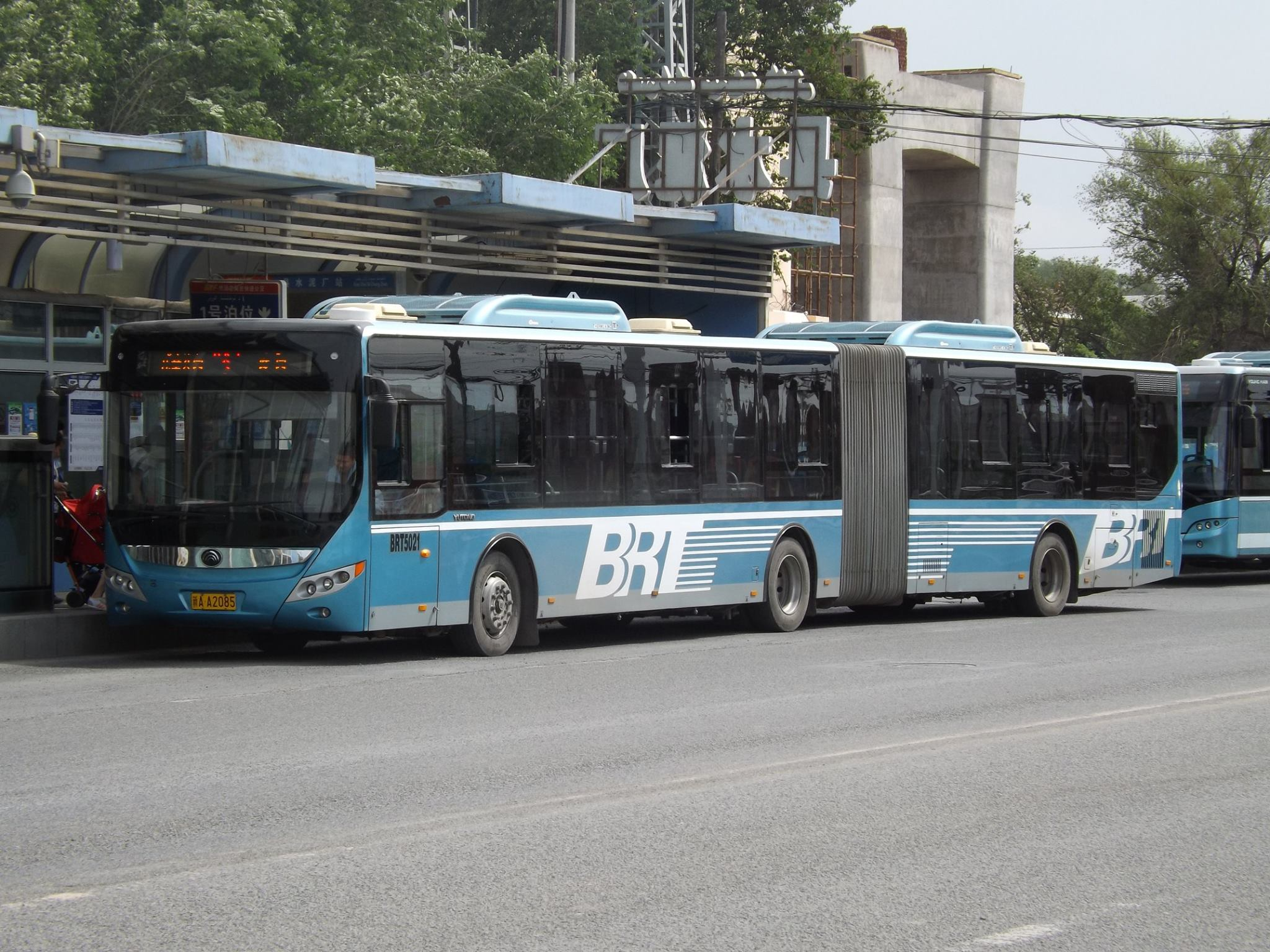
乌鲁木齐快速公交的宇通ZK6180HGAA型

该系列车型在中国大陆主要用于快速公交系统的营运，于郑州、杭州、乌鲁木齐、盐城、潍坊等地都有过运用。郑州快速公交于2009年5月28日正式营运，开通时主线B1路曾配属65辆宇通ZK6180HGC型低地板巴士，后又有一批二级踏步的同型号车辆投入郑州快速公交服务。以上车型已分别在2015年和2018年从郑州公交退出营运。
乌鲁木齐快速公交2011年9月开通时，投入运营55辆ZK6180HGAA型低地板巴士。
盐城公交在2014年投入5辆ZK6180HGAA型低地板巴士于快速公交B1线营运，2017年又有10辆ZK6180HG2A型投入营运。

### 臺灣

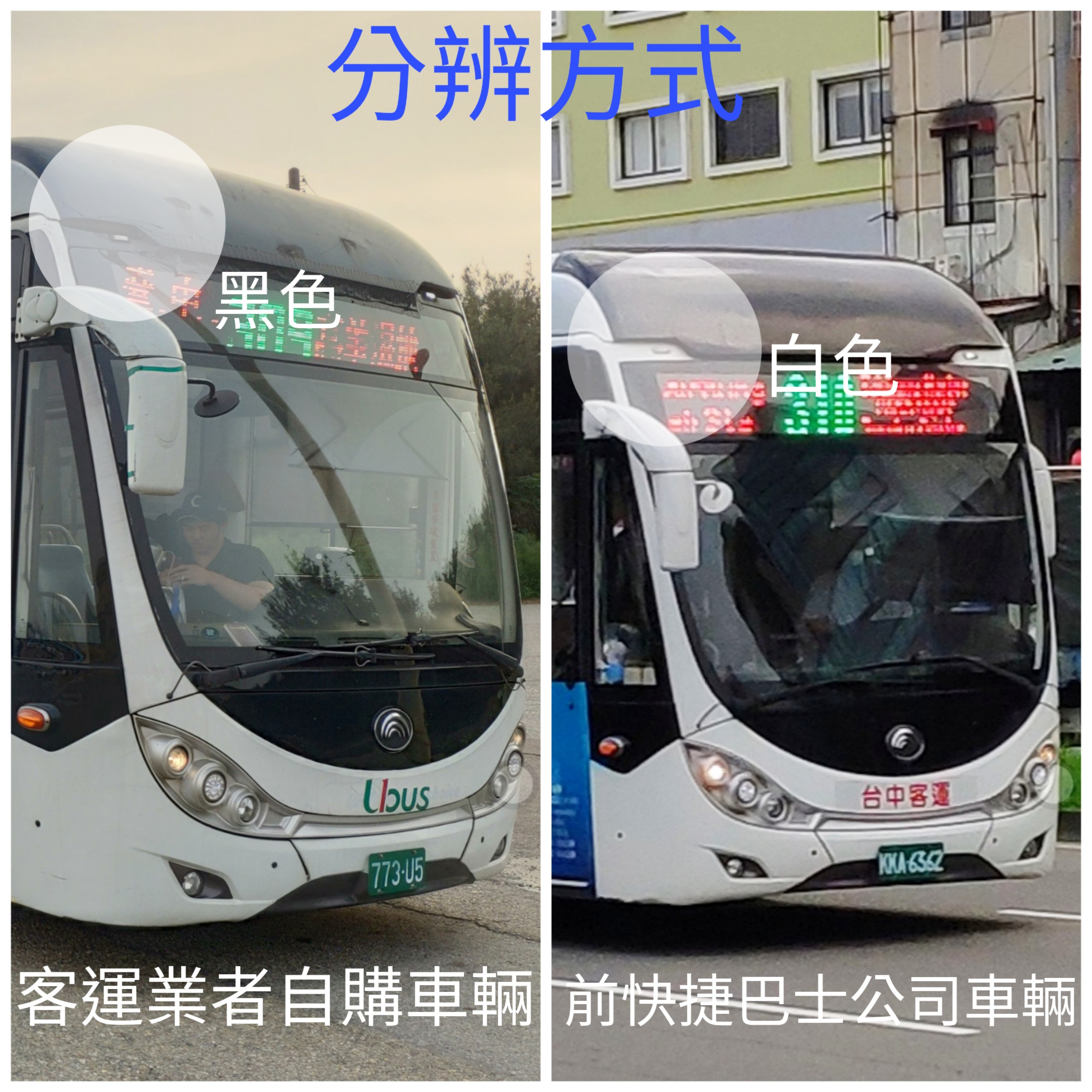
台中宇通雙節公車分辨方式

2014年7月27日臺中市快捷巴士藍線通車營運，本車曾為臺中市快捷巴士藍線的使用車輛，使用業者有臺中快捷巴士公司、台中客運、統聯客運及巨業交通。
2015年7月，臺中快捷巴士轉型為臺灣大道優化公車，臺中快捷巴士公司所屬車輛停用，後開闢616路(梧棲─大甲)、617路(梧棲─嶺東科大)兩路線，由臺中快捷巴士公司經營。2016年7月，兩路線交由民營業者經營，車輛再次停用並將臺中快捷巴士公司轉型為臺中捷運公司，車輛後續分配給台中客運、統聯客運及巨業交通使用。
- 目前運用於臺中市公車300路 (臺中火車站─靜宜大學)、309路 (臺中火車站─高美濕地)及台中市公車310路 (臺中火車站─臺中港旅客服務中心)，三條路線皆由前述三家業者聯營。

### 澳門
澳門新福利公共汽車有限公司於2017年底引入一部ZK6180HGH低地台三門巴士，為全澳門之第一款掛接巴士。於2017年11月29日首次登記並進行實施測試。其後於2018年1月6日正式行駛51路線。2019年五一或十一黃金周期間，以及熱帶氣旋“韋帕”襲澳發出八號風球期間，曾支援25AX路線單向由亞馬喇前地或葡京酒店前往關閘以疏散和分流滯留旅客。 2023年9月至10月，於澳門國際煙花比賽匯演活動舉行期間，曾支援臨時增設的26S路線以疏導前往氹仔市區及路氹城一帶人流。

### 古巴

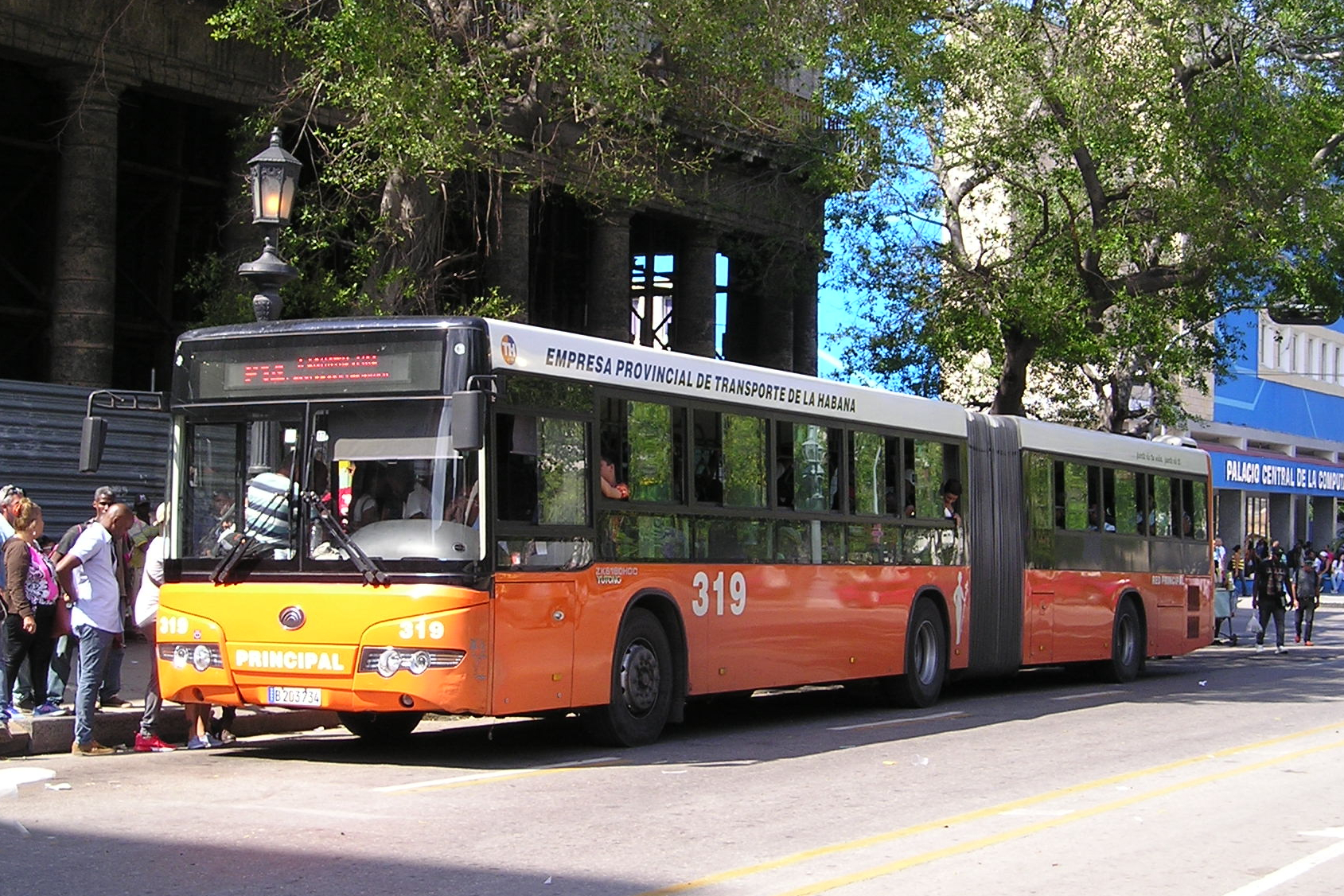
哈瓦那街头的宇通ZK6180HGC型

宇通ZK6180HG系列铰接巴士亦出口至古巴，用于哈瓦那的市内交通。

## 外部連結
- 宇通客車（页面存档备份，存于）（中文）
- 台灣宇通車業